# 白仁甫

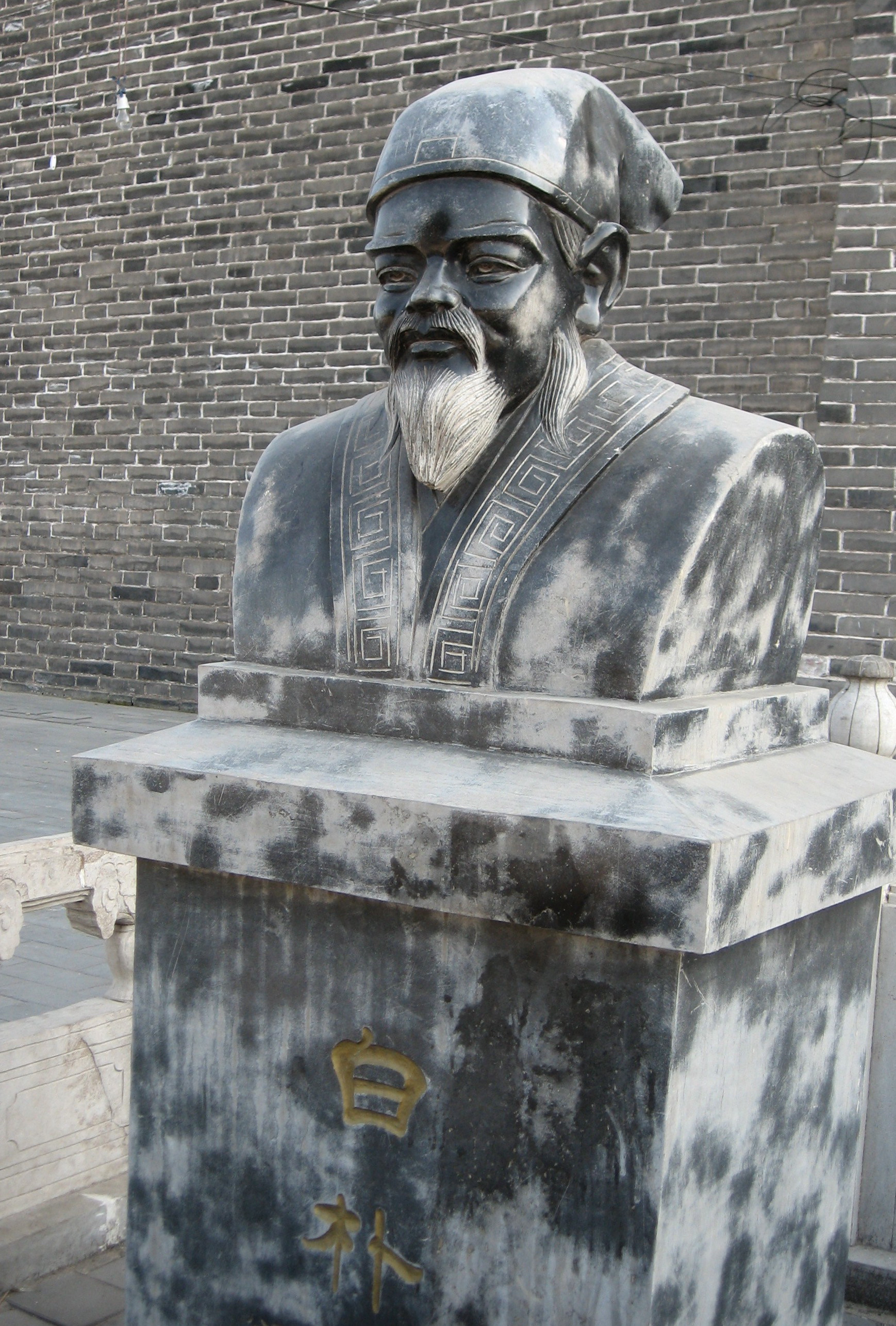
白仁甫像

白仁甫（はく じんほ、1226年（正大3年） - 1306年（大徳10年）?）は金・元代の元曲の作家。仁甫は字で、諱は樸、号は蘭谷。真定（河北省）出身。関漢卿・馬致遠・鄭光祖とともに元曲四大家とされる。

## 略伝
白仁甫は代々金に仕えて官僚を出す家柄に生まれた。モンゴルによって開封が陥落し金朝が滅びると一家離散の憂き目にあったが、元好問の庇護を受けて養育されるようになった。これは白居易の子孫とされる白仁甫の家が元稹の子孫とも言われる元好問の家と先祖代々親しくしており、そのよしみによるものだった。元好問は白仁甫の文才に期待をかけ、我が子同然に育てたという。
1237年、父の白華が無事であり、真定を支配するモンゴルの漢人世侯史天沢に仕えていることがわかったため、父の元に戻った。白仁甫は史天沢に目をかけられ元朝に出仕することを推薦されるが、これを拒否した。そして1261年から各地を転々とするようになった。彼は真定にいる頃から戯曲を作り始めており、作家として生活の糧を得るようになった。その後南宋が滅びると、1280年ごろから建康（南京）に定住するようになり、生涯元朝に仕えようとはしなかった。半ば隠遁者の生活をおくり、80歳ぐらいまで生きていたという。

## 作品
玄宗と楊貴妃の事績に取材した『梧桐雨』が代表作。そのほか『牆頭馬上』（恋愛もので、後に崑曲にも作りかえられた）・『東牆記』などがある。